# 乌曼岛
乌曼岛（英語：Uman Island）是密克罗尼西亚联邦的一个岛屿，位于楚克州乌曼自治市。